# Мальтийский хлеб
Мальтийский хлеб (мальт. Il-Ħobż tal-Malti, tal-malti) — хрустящий хлеб на закваске из Мальты, обычно выпекаемый в дровяных печах. Обычно его едят с намазанным оливковым маслом (мальт. Ħobż biż-żejt): хлеб натирают помидорами (как в каталонском pa amb tomàquet) или томатной пастой, сбрызгивают оливковым маслом и начиняют тунцом, оливками, каперсами, луком, бигиллой и джбейной, по отдельности или смешав. Практика приготовления хлеба считается «умирающим искусством».

## В Корми
Корми — главный город по производству хлеба на Мальте, здесь расположено множество пекарен. Во времена правления рыцарей-госпитальеров он был известен как Казаль Форнаро, что означает «город пекарей». В современности в Корми в третью субботу октября проходит ежегодный фестиваль Lejl f’Casal Fornaro (Ночь в Казаль Форнаро).

## Роль хлеба в мальтийской политике
В некоторых из самых ранних описаний Мальты отмечается зависимость жителей острова от хлеба как средства к существованию. Предполагается, что с беспорядками в Сетте-Джуньо связаны либерализация импорта зерна британским колониальным правительством в 1837 году и его неспособность обеспечить основные продукты питания после Первой мировой войны.